# Поломошенский сельсовет
Поломошенский сельсовет — муниципальное образование со статусом сельского поселения и административно-территориальное образование в Новичихинском районе Алтайского края России. Административный центр — село Поломошное.

## Демография
По результатам Всероссийской переписи населения 2010 года, численность населения муниципального образования составила 646 человек, в том числе 307 мужчин и 339 женщин. Оценка Росстата на 1 января 2012 года — 650 человек.

## Населённые пункты
В состав сельского поселения входит один населённый пункт — село Поломошное.